# Криницький Богдан
Богдан Криницький гербу Кораб (1862, Краків — 1913, Станиславів) — галицький правник, громадський діяч (старорусин, за іншими даними москвофіл), доктор.

## Життєпис
Народився у Кракові в 1862 році. Син юриста Лук'яна Криницького.
У 1880 році закінчив I  гімназію в Тернополі і здав випускні екзамени. В 1889 отримав науковий ступінь доктора права в Ягайлонському університеті. Працював заступником прокурора у Станиславові, в 1900 році призначений судовим радником у Бережанах. В 1901 році переведений до Станиславова. В 1910 році призначений віцепрезидентом окружного суду в Станиславові. Помер 4 лютого 1913 року.
Одружений з Меланією Литвинович. Мав синів Ярослава (1891-1916) і Тадея (1893-1959) — стрільця польського легіону в Польсько-українській війні та будівничого фабрики в Тарнові.

## Політична діяльність
Посол Галицького сейму 9-го скликання (обраний від Богородчанського повіту, IV курія; входив до складу «Російського клубу» («Русского клуба»)). Його суперником під час виборів 1908 року був соціал-демократ Михайло Новаківський.